# Songs from Black Mountain
Songs from Black Mountain es el séptimo álbum de estudio de la banda estadounidense de rock alternativo Live, lanzado el 10 de abril de en la mayoría de los países. En Canadá se lanzó el 9 de mayo de 2006 y el 29 de mayo en el Reino Unido, antes de su lanzamiento en Estados Unidos el 6 de junio de 2006. Es su primer álbum lanzado a través de Epic Records.
El sencillo principal, "The River", se lanzó el 31 de enero de 2006 a través de las emisoras de radio, mientras que el lanzamiento oficial fue el 31 de marzo.
El álbum se posicionó en el puesto número 52 de la lista Billboard 200.

## Antecedentes
Live firmó contrato con Epic Records en 2005, después de acabar contrato con Radioactive Records después del lanzamiento del álbum de 2003, Birds of Pray. El cantante Ed Kowalczyk afirmó que Songs from Black Mountain va en la misma línea que Birds of Pray.

## Lista de canciones
Todas las canciones compuestas por Ed Kowalczyk.
1. "The River" – 2:58
2. "Mystery" – 3:45
3. "Get Ready" – 3:32
4. "Show" – 3:24
5. "Wings" – 3:51
6. "Sofia" – 3:54
7. "Love Shines (A Song for My Daughters About God)" – 3:21
8. "Where Do We Go from Here?" – 3:46
9. "Home" – 3:23
10. "All I Need" – 3:13
11. "You Are Not Alone" – 3:43
12. "Night of Nights" – 3:33